# NGC 6751
NGC 6751是在天鷹座的一個行星狀星雲，又稱為亮眼星雲。估計它距離地球約6,500光年，直徑是0.8光年，在這個星雲中心的恆星表面溫度大約是140,000K。這是一顆在數千年塌縮的恆星，拋出外層氣體形成的。 
這個星雲是澳大利亞高級中學的學生參加雙子星天文台舉辦的影像競賽中獲選的畫面，並贏得2009年雙子學校天文競賽的主題。
本條目中NGC 6751的圖片是在2000年4月被選出做為哈伯太空望遠鏡發射十週年紀念的假色合成影像。

## 外部連結
- 2009 Gemini School Astronomy Contest press release（页面存档备份，存于）
- NASA Astronomy Picture of the Day: April 16, 2005（页面存档备份，存于）
- The Glowing Eye of NGC 6751: December 18, 2007（页面存档备份，存于）
- Simbad（页面存档备份，存于）
- NGC 6751[永久]
- Astronomy Picture of the Day, 2013 March 13（页面存档备份，存于）